# Stanford-le-Hope
Stanford-le-Hope is een plaats in het bestuurlijke gebied Thurrock, in het Engelse graafschap Essex. De plaats telt 6.630 inwoners.